# Stefanówka (rejon kałuski)
Stefanówka  (ukr. Степанівка) – wieś na Ukrainie, w  obwodzie iwanofrankiwskim, w rejonie kałuskim.